# Federico Fernández
Federico Fernández (Tres Algarrobos, 21 de fevereiro de 1989) é um ex-futebolista argentino que atuava como zagueiro.
Iniciou no Estudiantes de La Plata até ser contratado pelo Napoli. Em 2013, foi emprestado ao Getafe, e em 2014 foi contratado pelo Swansea City. Em agosto de 2018, se transferiu para o Newcastle.

## Seleção Argentina
Estreou pela Seleção Argentina principal em 25 de maio de 2011 ante a Paraguai. Foi convocado para disputar a Copa do Mundo FIFA de 2014. 

## Títulos
Estudiantes
- Copa Libertadores: 2009
- Campeonato Argentino: Apertura 2010–11
- Copa da Argentina: 2023
- Copa da Liga Argentina: 2024
- Trofeo de Campeones de la Liga: 2024

Napoli
- Coppa Italia: 2011–12, 2013–14

Al-Duhail
- Qatari Stars Cup: 2022–23